# Durbaniella
Durbaniella là một chi bướm ngày thuộc họ Lycaenidae.

## Các loài
- Durbaniella clarki (van Son, 1941)